# Renato Longo

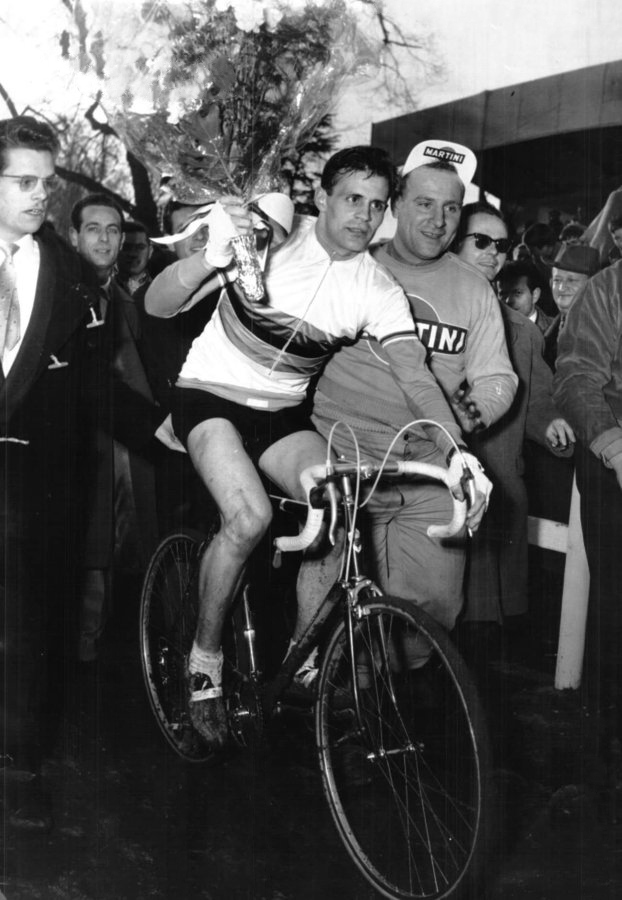
Renato Longo in de regenboogtrui

Renato Longo (Vittorio Veneto, 9 augustus 1937 – Conegliano, 8 juni 2023) was een Italiaans wielrenner met als specialiteit de cyclocross.

## Biografie
Longo was professioneel cyclocrosser van 1960 tot 1972. Hij werd in deze discipline vijfmaal wereldkampioen in de jaren 1959, 1962, 1964, 1965 en 1967 en twaalfmaal Italiaans kampioen.
Vanaf 1964 reed hij voor het Salvarani-team van Felice Gimondi. Zijn eerste wereldtitels in 1959 en 1962 won hij na een onderlinge strijd met de Duitser Rolf Wolfshohl die de titel in 1960, 1961 en 1963 opeiste. In 1964 ging Wolfshohl zich meer toeleggen op het wielrennen op de weg, waardoor Longo de alleenheerschappij kreeg in de internationale cyclocrossen, totdat deze hegemonie in 1968 werd doorbroken door de Belg Erik De Vlaeminck.
Longo won in totaal meer dan 230 cyclocrossen tijdens zijn profcarrière. Longo overleed op 85-jarige leeftijd.

## Overwinningen en ereplaatsen
1958
- Nationaal kampioenschap op de baan, halve fond, amateurs
- Nationaal kampioenschap cyclocross, elite

1959
- Nationaal kampioenschap cyclocross, elite
- Wereldkampioenschap cyclocross, elite

1960
- Nationaal kampioenschap cyclocross, elite
- 4e etappe Ronde van Zwitserland
- Proloog 1e etappe Ronde van Portugal

1961
- Nationaal kampioenschap cyclocross, elite
- Wereldkampioenschap cyclocross, elite

1962
- Nationaal kampioenschap cyclocross, elite
- Wereldkampioenschap cyclocross, elite

1963
- Wereldkampioenschap cyclocross, elite

1964
- Nationaal kampioenschap cyclocross, elite
- Wereldkampioenschap cyclocross, elite

1965
- Nationaal kampioenschap cyclocross, elite
- Wereldkampioenschap cyclocross, elite

1966
- Nationaal kampioenschap cyclocross, elite

1967
- Nationaal kampioenschap cyclocross, elite
- Wereldkampioenschap cyclocross, elite

1968
- Nationaal kampioenschap cyclocross, elite

1969
- Nationaal kampioenschap cyclocross, elite
- Wereldkampioenschap cyclocross, elite

1970
- Nationaal kampioenschap cyclocross, elite

1971
- Nationaal kampioenschap cyclocross, elite

1972
- Nationaal kampioenschap cyclocross, elite

## Resultaten in voornaamste wedstrijden op de weg
| Jaar | Ronde van Italië | Ronde van Frankrijk | Ronde van Spanje |
| ---- | ---------------- | ------------------- | ---------------- |
| 1964 |                  |                     | opgave           |